# Akysis vespa
Akysis vespa es una especie de pez de la familia Akysidae en el orden de los Siluriformes.

## Morfología
• Los machos pueden llegar alcanzar los 3,1 cm de longitud total.
- Número de  vértebras: 31-32.[1]

## Distribución geográfica
Se encuentran en Asia: Birmania.